# La Fortuna (Leganés)
La Fortuna egy negyed (barrio) mely Madrid mellett, jelenleg Leganéshez tartozik. Határai Carabanchel (Madrid), melytől az M-40-es út választja el, és a Presillas park Alcorcónban.
A negyednek, mely 200 méterre van felső-Carabancheltől 2012-ben 12.885 lakosa volt. 2020 környékére azonban már várhatóan közel megduplázódik a népessége.

## Történet
La Fortunát 1960-ban Domingo dos Santos építési ingatlanfejlesztési vállalkozó alapította. Az ingatlanfejlesztés során 33 család költözött ki az Orcasitas negyedből egy zöldebb környezetbe, a nevét a mozgáskorlátozott építőnő Fortunata González Arroyo tiszteletére kapta, az első utcák pedig az odaköltöző családok gyermekei és barátai után kapták.
A közeli Carabanchel szolgáltatásain túl az első iskolák az 1980-as években létesültek. A nagy áttörés 1993 volt La Fortuna életében, mikor egész Madrid város autonóm közösség decentralizációs terve is elindult. La Fortuna volt az első közigazgatási egység, mely kerületi szintű önkormányzatot kapott, a 2000-es években lezajlott közlekedési fejlesztések hatására pedig tovább nő a népesség.

## Közlekedés

### Közút
La Fortuna 3-4 kilométerre félúton fekszik Felső-Carabanchel és Leganés belvárosa, illetve Alcorcón között. A köztes táv miatt csak a 80-as években kezdett létrejönni kiépített forgalom.
Madrid szívéből gyalogosan a Calle General Ricardos és a Calle Joaquín Turina felől a La Fortuna Leganés és Alcorcón irányába a Carretera Barrio de la Fortuna úton közelíthető meg. Nagyobb sebességgel az M-40-esről a Madridi körgyűrűről. Leganés felől 2007-ben készült el az "Avenida de América Latina".

### Metró és vonat
2010 októberében a madridi metróhálózatnak létesült egy La Fortuna megállója a 11-es vonal mentén. A La Peseta megállótól érkező szakasz 3,2 km hosszú. Jelenleg még nincs összeköttetése a Madrid tartomány déli településeit összekötő 12-es metró vonallal.
A spanyol vasúttársaság, a RENFE által üzemeltetett madridi elővárosi vasúthálózatnak, a Cercaníasnak ("Közelvonat"), még nincs megállója La Fortunában. 2009-ben a városrész vezetője Rafael Gómez Montoya, bejelentett egy megállapodást, hogy még 2015 vége előtt elkészül egy megálló.